# 采桑子·重阳
《采桑子·重阳》，作者毛泽东，写于1929年的重阳节，最早发表于《人民文学》1962年第5期上。

## 历史背景
1929年，毛泽东利用蒋中正和桂系军阀混战的时机，率领红四军转战江西、福建、广东三省边界，开辟了赣南、闽西革命根据地，但是此时红军内部发生了路线斗争。1929年6月份，在龙岩召开的第七次代表大会上，毛泽东被排挤和调离红四军的领导岗位，发配到地方工作。此时毛泽东正好生病，就到了永定县苏家坡去养病。10月份，红四军在上杭召开第八次代表大会，毛泽东骑着马途径闽西山区，看到满山遍野的菊花，就写了这首词。

## 诗词赏析
全词的上阕描写了战地菊花，歌颂革命战争；下阕描写秋光，讲述革命战争星火燎燃的形式。